# رالف ميركل
رالف ميركل (بالإنجليزية: Ralph Merkle)‏ مواليد 2 فبراير 1952 في بيركيلي، عالم حاسوب أمريكي وأحد مخترعي تشفير باستخدام المفتاح المعلن ومخترع دالة هاش تشفيرية، حائز على وسام ريتشارد هامينغ في عام 2010.